# Wunyelfia
Wunyelfia es un género de plesiosaurio elasmosáurido, un tipo de reptil marino de cuello largo, que vivió en los océanos del Cretácico Superior del centro de Chile. Contiene una única especie, W. maulensis.

## Etimología
Su nombre es un homenaje a la cosmovisión mapuche por parte del equipo de investigación. El nombre genérico proviene de Wüñelfe, denominación en mapudungun de la estrella del alba (el planeta Venus), visto también como un símbolo místico de la flor del foye, un árbol sagrado, y una representación de la libertad mapuche y su espíritu indómito. El nombre específico proviene de la Región del Maule, donde fue encontrado, específicamente en la costa de Mariscadero, al norte de Pelluhue.

## Descripción
Wunyelfia pertenece a la subfamilia de elasmosáuridos Aristonectinae y provienen de la formación Quiriquina. Junto con Aristonectes quiriquinensis es una de las dos especies descritas de plesiosaurios descubiertas en Chile. El holotipo SGO.PV.6507 es un resto poscraneal asociado de un solo individuo, incluido el eje del atlas, cinco vértebras cervicales más anteriores, un centro cervical medio aislado, el centro cervical más posterior, dos centros pectorales sucesivos (sensu Sachs et al., 2013), trece vértebras dorsales, tres centros sacros, diez centros caudales, la mayoría de ambas coracoides, la porción media del arco interclavicular, la porción sinfisaria del pubis izquierdo, la porción acetabular del pubis derecho y la parte ventral del ilion izquierdo.